# Raymond Balthazar Phélypeaux
Pour les autres membres de la famille, voir Famille Phélypeaux.
Raymond-Balthazar Phélypeaux, né vers 1655, mort le 21 octobre 1713, seigneur du Verger, est un officier, juriste et diplomate français. Il est notamment lieutenant général, conseiller d'État d'épée, envoyé extraordinaire à Cologne, ambassadeur extraordinaire en Savoie en 1700, puis gouverneur général des Indes occidentales.

## Biographie
Raymond-Balthazar est issu de la famille Phélypeaux. Son père, Antoine Phélypeaux (mort en 1665), seigneur du Verger, secrétaire d'État, est conseiller au Parlement, intendant de justice en Bourbonnais, conseiller d'État ; son grand-père, Raymond Phélypeaux, est secrétaire d'État aux Affaires étrangères. Sa mère, Marie de Villebois (v.1622-1701), est une fille de Jacques de Villebois, maître d'hôtel du roi.
Raymond-Balthazar Phélypeaux devient officier, et est nommé lieutenant général des armées du roi. Il devient plus tard conseiller d'État d'épée. Ensuite diplomate, il est envoyé extraordinaire auprès de Prince-Electeur de Cologne jusqu'en 1699.
Envoyé comme ambassadeur extraordinaire en Savoie en 1700, il y découvre qu'un traité se prépare en secret, contre les intérêts de la France, mais a du mal à en convaincre son ministre de tutelle et s'attire l'inimitié de Marie-Adélaïde de Savoie épouse de Louis duc de Bourgogne et fille de Victor-Amédée II de Savoie. Se montrant hautain et railleur à la cour de Savoie, il en est disgracié. Saint-Simon dit de lui qu'il a « de l'esprit comme cent diables ».
En 1709, Raymond-Balthazar Phélypeaux est nommé gouverneur général des Îles ou Indes occidentales. Il ne rejoint la Martinique qu'au début de 1711 et il y meurt en poste le 21 octobre 1713. Il ne s'est jamais marié. Son frère Jacques-Antoine Phélypeaux est nommé évêque de Lodève en 1690.

## Sources bibliographiques
- Charles Frostin, Les Pontchartrain, ministres de Louis XIV : alliances et réseau d'influence sous l'Ancien Régime, Presses universitaires de Rennes, 2006.
- « Phélypeaux (1709-1713) », dans Liliane Chauleau, Dans les îles du vent : la Martinique (XVIIe – XIXe siècle), L'Harmattan, 1993, p. 34-36.
- Moreri, Le grand dictionnaire historique ou le mélange curieux de l'histoire sacrée et profane, tome IV, édition de 1707, p. 688.
- Mémoires de Monsieur de Phélypeaux, ambassadeur extraordinaire de France..., par un officier de sa maison, Saint-Jean-de-Maurienne, 1704 [lire en ligne].